# Поддубний Олександр Олександрович
Олександр Олександрович Поддубний (псевдо Француз; 14 жовтня 1971, Харків - 12 листопада 2024, в районі н.п. Мирноград Покровського району Донецької області) - український військовий, сержант, командир 3-го піхотного відділення 1-го піхотного взводу 3-ї піхотної роти піхотного батальйону 142 ОПБр. Учасник українсько-російської війни, звʼязківець.

## Життєпис
Олександр Поддубний народився 14 листопада 1971 року у Харкові. Навчався у школі №58, а потім у Національному Технічному Університеті "Харківський Політехнічний Інститут", звідки був відрахований.
Мріяв поступити на льотчика в Харківський національний університет Повітряних Сил імені Івана Кожедуба, але не пройшов екзамени по здоровʼю.
Дуже любив хімію та фізику, працював керівником хімічних виробництв різних напрямків. Пробував себе в різних сферах: виробництво гумового взуття, побутової хімії та іншого. Пробував себе в інженерах і навчатись веб дизайну. Після закінчення війни мріяв відкрити власний бізнес.

#### Хобі
Любив усе, але найбільше: кататись на лижах, подорожувати, машини. Дуже гарно малював. В дитинстві любив проводити хімічні досліди, продовжив їх робити з донькою та племінником, коли вони були дітьми.

#### Служба та українсько-російська війна

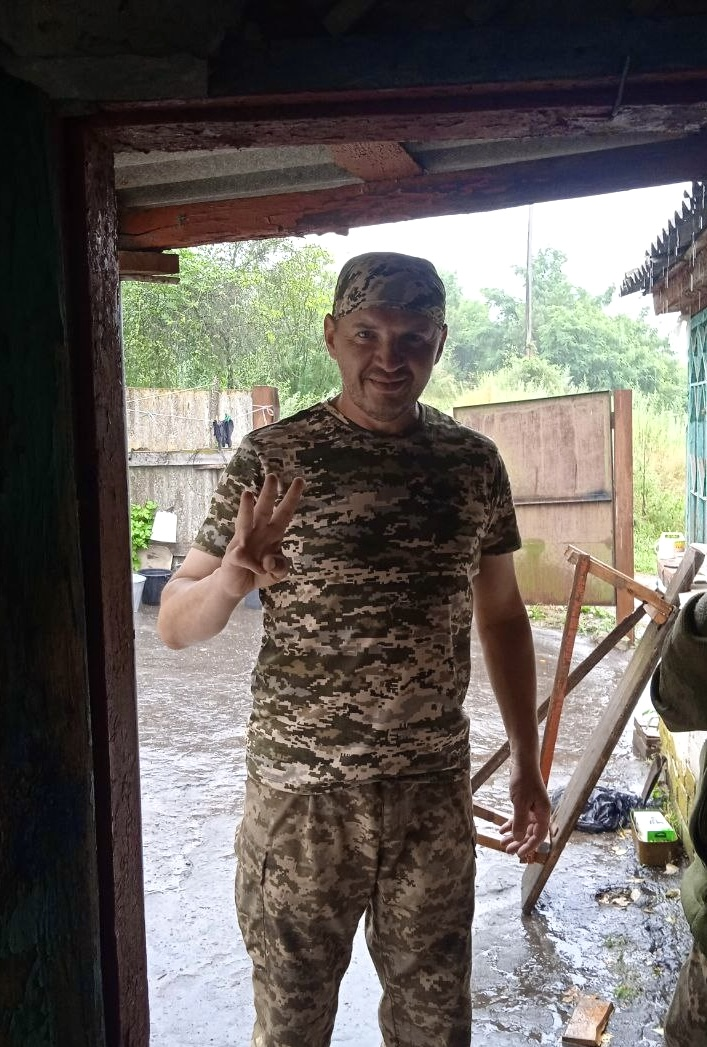
Поддубний Олександр Олександрович, Куп'янщина

Перша служба була під час Радянського Союзу на кордоні Вірменії як прикордонника, де отримав також спеціальність звʼязок. Після звільнення з армії у молодості не звʼязав подальше життя з армією.
З початком повномасштабного вторгнення росії в Україну у 2022 році пішов у самооборону міста Люботин Харківської області, де вони допомогали з евакуацією цивільного населення, патрулювали та охороняли вокзал, розвантажували та роздавали гуманітарну допомогу, а також робили коктейлі Молотова. На той момент військкомати не брали через великий потік людей. На кордоні з росією, як один з небагатьох, який мав такі знання, виставляв звукові пастки в сірій зоні (більш детальна інформація засекречена). 
У 2022 році вирішив закінчити і таки отримати вищу освіту ступеня бакалавр у Харківському Політехнічному Інституті і відновився в ролі студента на спеціальність Прикладна механіка. Успішно захистив та отримав диплом у червні 2023 року. Після цього, з четвертого разу, маючи спеціальність звʼязківець у минулому, доєднався до Збройних Сил України на спеціальність звʼязок.
В тому ж році навчався в Полтавському військовому інституті зв'язку, де був один з небагатьох на своєму курсі, хто закінчив та отримав додаткові сучасні знання в спеціальності звʼязківець. Виконував завдання на Харківському та Донецькому напрямку.
Восени 2024 року, у звʼязку з погіршенням ситуації на Донецькому напрямку та критичною нестачею людей був переведений у піхотні війська і став командиром 3-го піхотного відділення 1-го піхотного взводу 3-ї піхотної роти піхотного батальйону 142 ОПБр.

## Загибель
Сержант Олександр Поддубний загинув у віці 53 років 12 листопада 2024 року поблизу н.п. Мирноград Покровського району Донецької області внаслідок мінометного обстрілу.
Похований на Алеї Слави 18 міському кладовищі у м. Харкові.
У нього залишилась дружина Світлана, донька Дарина, батьки та сестра.